# Ringwall Bogenberg

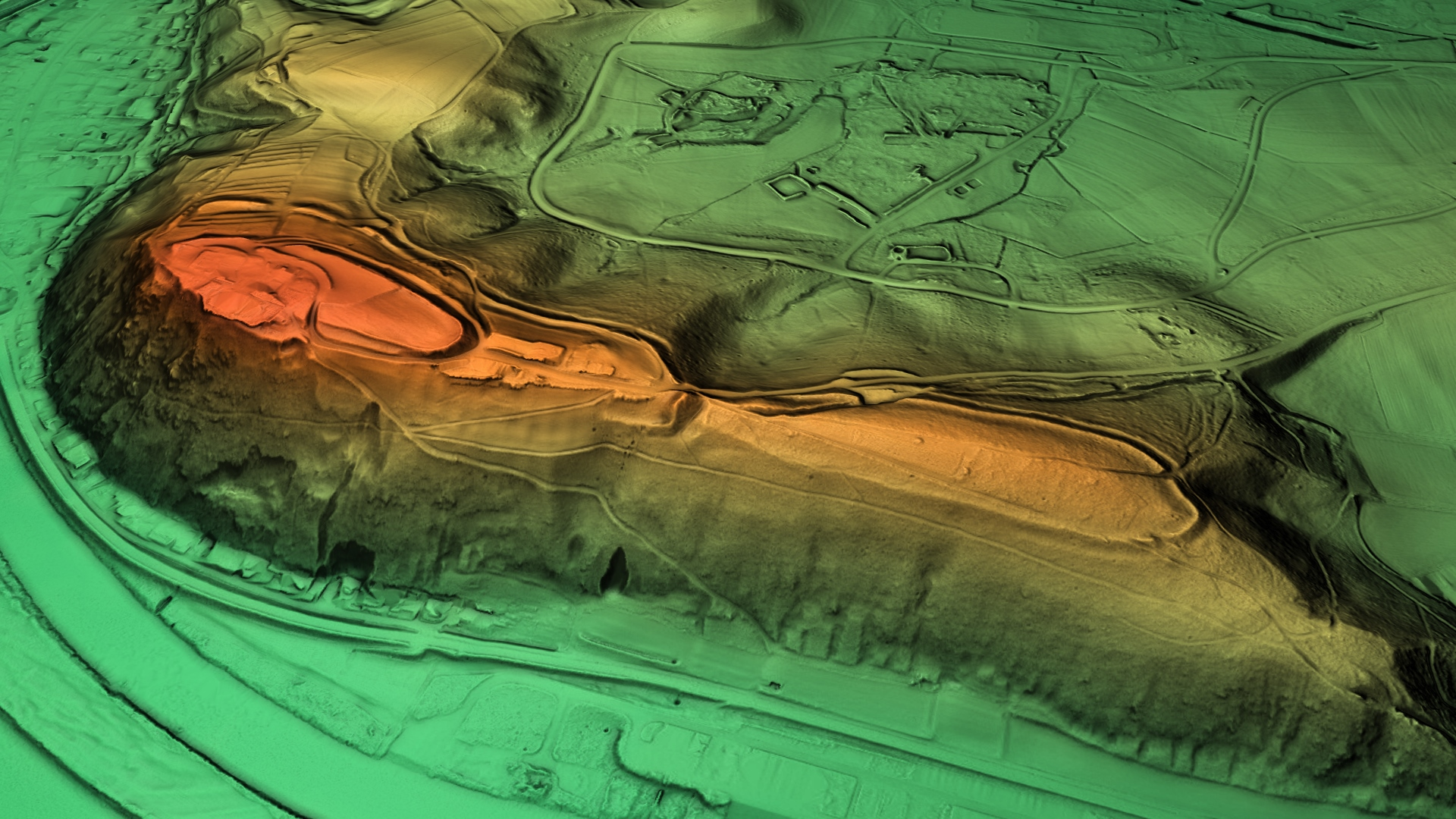
3D-Ansicht des digitalen Geländemodells

Der Ringwall Bogenberg liegt auf dem Bogenberg, heute einem Gemeindeteil der niederbayerischen Stadt Bogen im Landkreis Straubing-Bogen. Der Ringwall liegt in einem Bereich, der sich von der Wallfahrtskirche Bogenberg bis zur Salvatorkapelle hinzieht. Die Anlage liegt ca. 270 m entfernt von dem Bogener Altarm und 120 m über der Donau. Die Anlage wird als Bodendenkmal unter der Aktennummer D-2-7042-0002 im Bayernatlas als „vor- und frühgeschichtliche Wallanlage auf dem Bogenberg mit vorgeschichtlichen und mittelalterlichen Siedlungsfunden, u.a. des Neolithikums, der frühen und mittleren Bronzezeit, der Urnenfelderzeit, des frühen, hohen und späten Mittelalters sowie der frühen Neuzeit“ geführt.

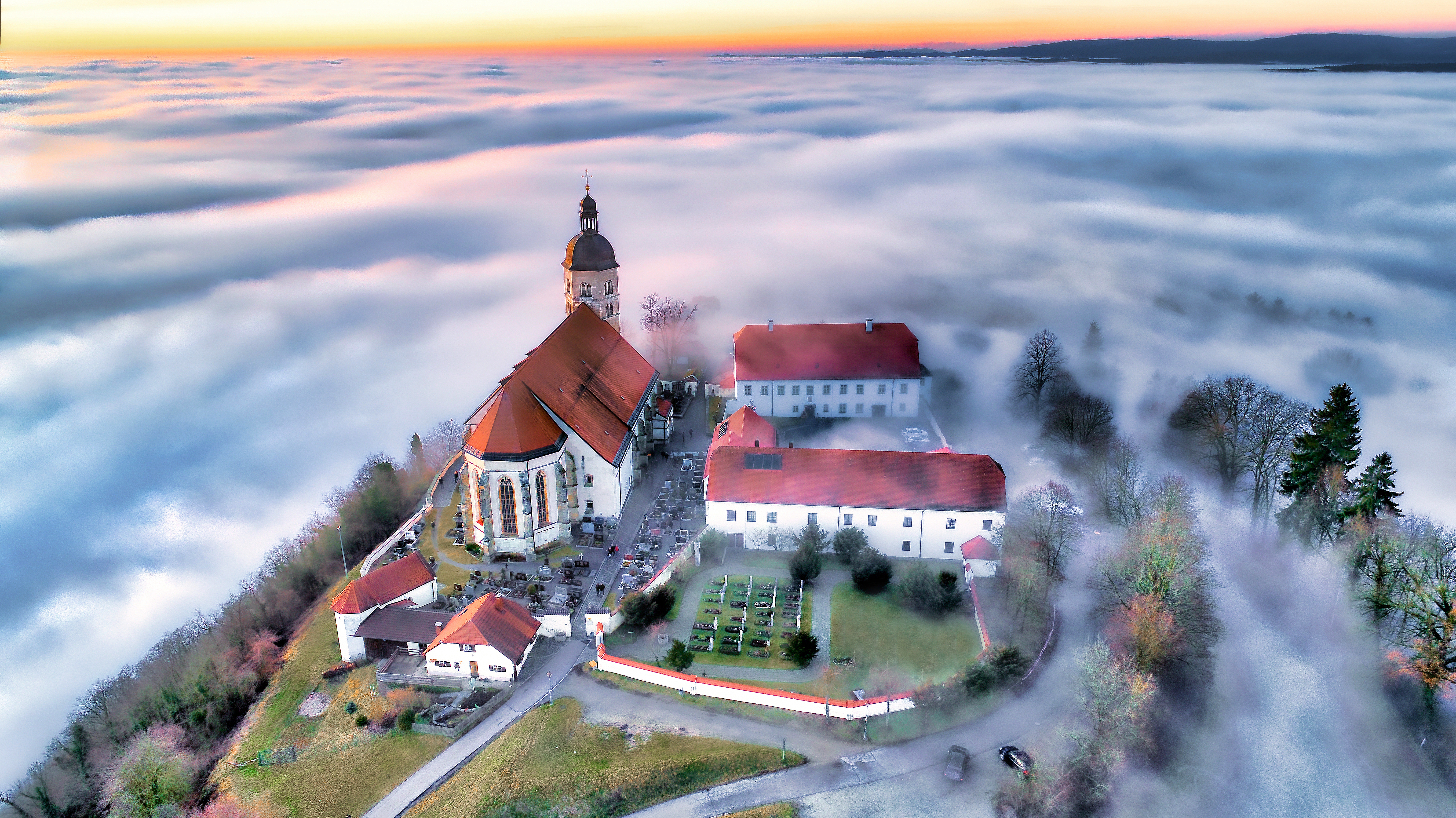
Luftaufnahme der Wallfahrtskirche Bogenberg (2018)

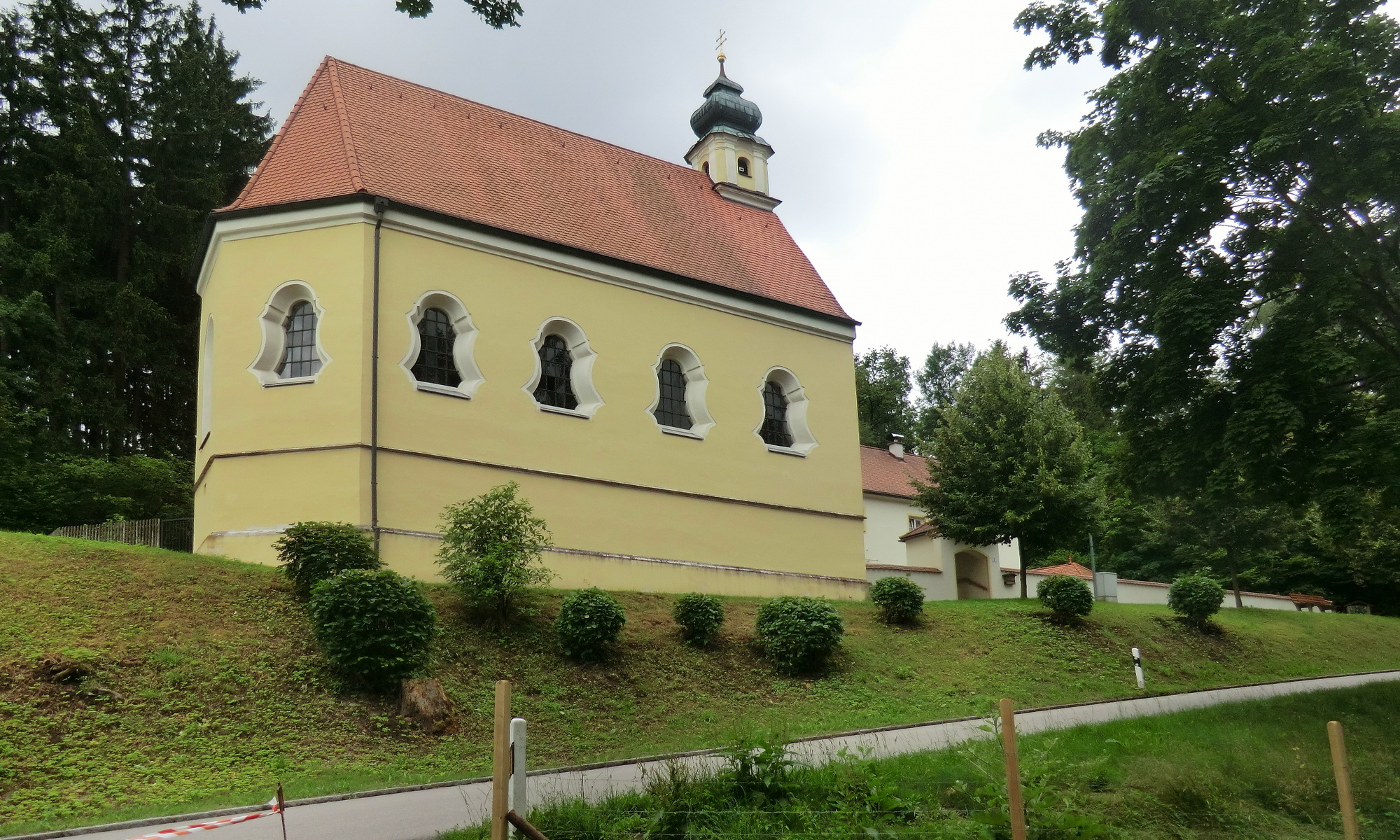
Salvatorkirche auf dem Bogenberg (2012)

## Beschreibung
Im Gelände sind die Reste der einstigen Wallanlagen, die das obere und das untere  Plateau umgeben, zu erkennen. Die Donauseite bildete eine weitere Absicherung, da dort der Hang stark abschüssig ist.

## Geschichte
Auf dem Bogenberg befand sich eine bronzezeitliche und urnenfelderzeitliche Höhensiedlung, die um 2000 v. Chr. und ab 1200 v. Chr. gegründet wurde; diese reichte ausgehend von dem Bergplateau über den gesamten Bergrücken. Vermutlich wurde sie am Ende der Urnenfelderzeit um 800 v. Chr. verlassen. Als Nachfolgebau wurde hier die mittelalterliche Burg Bogen errichtet. Die Anlage erfüllte eine Schutzfunktion, zugleich konnte man von hier aus die Gegend kontrollieren.